# Souvannarath
Hoàng thân Souvannarath (tiếng Lào: ເຈົ້າສຸວັນນະລາດ, 8 tháng 7 năm 1893 – 23 tháng 6 năm 1960) là chính khách người Lào từng giữ chức Thủ tướng thứ 3 của Vương quốc Lào từ năm 1947 đến năm 1948. Ông là con trai của Hoàng thân Bounkhong và là em cùng cha khác mẹ với Hoàng thân Phetsarath, Souvanna Phouma và Souphanouvong.